# Diego Souza (Fußballspieler, 1985)
Diego de Souza Andrade, genannt Diego Souza, (* 17. Juni 1985 in Rio de Janeiro) ist ein ehemaliger brasilianischer Fußballspieler.

## Karriere
Er startete seine Karriere in der Jugendmannschaft des Fluminense FC. Im Zuge seiner Laufbahn war er auch in Portugal, Saudi-Arabien und der Ukraine aktiv. Seine Titel, unter anderem die brasilianische Série A 2013 mit dem Cruzeiro EC, gewann er vor allem in Brasilien. Im März 2019 wechselte er vom FC São Paulo als Leihgabe bis Ende des Jahres an den Botafogo FR. Nach Auslaufen der Leihe zum Jahresende ging Souza zum Grêmio FBPA, bei welchem er 2007 bereits aktiv war. Mit dem Klub machte er den Abstieg aus der Série A 2021 mit, sowie den direkten Wiederaufstieg aus der Série B 2022. Im Juli 2023 unterzeichnete Diego Souza zum dritten Mal bei Sport Recife. Nachdem der Klub in der Série B 2023 keinen Aufstiegsplatz erreichen konnte, wurde sein Vertrag nicht verlängert.

## Nationalmannschaft
Diego Souza durchlief alle Jugendmannschaften der brasilianischen Fußballnationalmannschaft. 2009 wurde er erstmals in die A-Auswahl berufen.

## Erfolge
Fluminense
- Staatsmeisterschaft von Rio de Janeiro: 2005
- Primeira Liga do Brasil: 2016

Flamengo
- Copa do Brasil: 2006

Grêmio
- Staatsmeisterschaft von Rio Grande do Sul: 2007, 2020, 2021, 2022

Palmeiras
- Staatsmeisterschaft von São Paulo: 2008

Vasco da Gama
- Copa do Brasil: 2011

Cruzeiro
- Série A: 2013

Seleção Brasileira
- U-17-Fußball-Südamerikameisterschaft: 2001

## Auszeichnungen
- Torschützenkönig der brasilianischen Série A: 2016 (14 Tore – Sport Recife)
- Prêmio Craque do Brasileirão: 2008, 2009, 2011, 2016
- Prêmio Arthur Friedenreich: 2020[4]
- Ehrenbürger von Pernambuco[5]